# Salwa Bakr
Pour les articles homonymes, voir Salwa.
Salwa Bakr, née en 1949, est une femme de lettres égyptienne.

## Biographie
Elle est née dans le quartier Matariyya du Caire en 1949. Son père est un ouvrier de chemin de fer. Ce père est mort tôt, laissant des ressources limitées à sa mère devenue veuve et dont la difficile existence inspire une partie de son œuvre. Elle étudie le commerce à l'université Ain Shams, jusqu'en 1972. Elle poursuit ensuite des études de critique littéraire jusqu'en 1976, avant de se lancer dans une carrière dans le journalisme.
Elle travaille comme critique de films et  de théâtre pour divers journaux et magazines de langue arabe. Elle est mariée avec des enfants. Elle vit au Liban et à Chypre quelques années avec son mari, avant de revenir en Égypte dans le milieu des années 1980, s'installant au Caire,. En 1985, elle publie son premier recueil de nouvelles, Zinat at the President's Funeral, qui est un succès immédiat. Elle  publie d'autres recueils de nouvelles, puis, en 1993, son premier roman, appelé Wasf al-Bulbul. Son travail traite souvent avec la vie des pauvres et des marginalisés. Des histoires dures à avaler est ainsi un recueil de quatorze nouvelles racontant l'oppression des femmes, la pauvreté, la corruption et l'absence de libertés,. Les messagers du Nil est consacré à  la révolte des bachmourites, chrétiens des marécages du delta du Nil, en 831 contre les colonisateurs arabes.
Ses livres ont été traduits dans diverses langues, y notamment l'allemand, l'espagnol, le français et le polonais. Certaines de ses œuvres ont été publiées dans des magazines, tels que Banipal, Words Without Borders, et sont citées dans un certain nombre d'anthologies.

## Prix
En 1993, elle remporte le prix de littérature de la  Deutsche Welle. The Man from Bashmour a été  désigné également en 2010 comme l'un des 100 meilleurs romans arabes par l'Arab Writers Union.

## Principales publications en français
- Des histoires dures à avaler, 1998 Éditions L'Harmattan, traduit et présenté par Christian Nakhlé, titre original :  Agin el-Fallaha, 1992.
- Les messagers du Nil, 2003, L'esprit des péninsules, traduction de l'arabe par Elisabeth Chehata, titre original :  Al-Basmuri, vol.1 1988, vol.2 2000[4]